# Palaeagrotis
Palaeagrotis is een geslacht van vlinders van de familie uilen (Noctuidae), uit de onderfamilie Noctuinae.

## Soorten
- P. inops Lederer, 1853
- P. sibirica Staudinger, 1897